# Muiredach mac Murchado
Muiredach mac Murchado (mort en 760) est un roi de Leinster issu des Uí Dúnlainge lignée du Laigin. Il est le fils de Murchad mac Bran Mut (mort en 727), un précédent souverain. et règne de 738 à 760.

## Contexte
Au cours des dix années qui ont suivi la mort Murchad mac Bran Mut, le trône a été disputé entre trois de ses fils: Dúnchad mac Murchado, Fáelán mac Murchado, Bran Bec Mac Murchado et leur parent Áed mac Colggen  du Uí Cheinnselaigh.
Pendant cette période le Laigin subit une défaite cruciale lors de la Bataille d'Áth Senaig (Ballyshannon, Comté de Kildare) en 738 face à l'Ard ri Erenn Áed Allán mac Fergaile (mort en 743) du Cenél nEógain. Muiredach entretient de bonnes relations avec son successeur l'Ard ri Erenn, Domnall Midi (mort en 763) du Clan Cholmáin. Le fils de Muiredach, Bran Ardchenn mac Muiredaig (mort en 795) épouse Eithne une fille de  Domnall Midi. En 759 Domnall mène une expédition des Laigin aussi loin que Mag Muirtheimne, près de Dundalk,,.
Les Uí Máil lignée des Laigin avaient occupé le trône de Leinster; jusqu'à  Cellach Cualann mac Gerthidi (mort en 715). En 744 l'ultime tentative pour retrouver la royauté des Uí Máil s'achève par leur défaite lors de la Bataille d'Ailén dá Berrach en Cualu, un district du Comté de Wicklow. Deux des petits-fils de Cellach, Cathal and Ailill, sont tués dans le combat. le roi d'Osraige  Amchaid mac Con Cherca attaque lui aussi Fotharta Fea (754), et les Laigin du sud, les Uí Bairrche et Uí Cheinnselaigh pendant le règne de Muiredach.
Muiredach est l'ancêtre éponyme du sept Uí Muiredaig des Uí Dúnlainge dont le siège du pouvoir royal était établi à Maistiu (Mullaghmast) dans le sud du comté de Kildare, dans le territoire connu sous le nom de Iarthair Liphi (ouste du Liffey). Son fils Bran Ardchenn mac Muiredaig (mort en 795) sera également roi de Leinster.

## Article lié
- Liste des rois de Leinster

## Sources primaires
- Annales d'Ulster sur CELT: Corpus of Electronic Texts at University College Cork
- Annales de Tigernach sur CELT: Corpus of Electronic Texts at University College Cork
- Livre de Leinster, Rig Laigin et Rig Hua Cendselaig sur CELT: Corpus of Electronic Texts at University College Cork

## Sources secondaires
- (en) T.W Moody, F.X. Martin, F.J. Byrne, A New History of Ireland IX Maps, Genealogies, Lists. A companion to Irish History part II, Oxford, Oxford University Press, 2011, 690 p. (ISBN 978-0-19-959306-4), p. 134 & 200 Kings of Leinster to 1171
- (en) Francis John Byrne, Irish Kings and High-Kings, Dublin, Four Courts Press, 2001, 341 p. (ISBN 978-1-85182-196-9)
- (en) T.M. Charles-Edwards, Early Christian Ireland, Cambridge, Cambridge University Press, 2000, 707 p. (ISBN 0-521-36395-0, lire en ligne)